# P’yŏngsan
P’yŏngsan (kor. 평산군, P’yŏngsan-gun) – powiat w Korei Północnej, w prowincji Hwanghae Północne. W 2008 roku liczył 123 646 mieszkańców. Graniczy z powiatami Sŏhŭng i Singye od północy, Rinsan od zachodu, Kŭmch’ŏn od południowego wschodu, a także Pongch’ŏn (prowincja Hwanghae Południowe) od południa. Przez powiat przebiega P’yŏngbu o długości 187 km, łącząca stolicę kraju Pjongjang z miastem Kaesŏng przy granicy z Koreą Południową, a także 142-kilometrowa linia kolejowa Ch’ŏngnyŏn Ich’ŏn (kor. 청년이천선) między powiatami P’yŏngsan (prowincja Hwanghae Północne) a Sep’o w prowincji Kangwŏn. Lokalna gospodarka oparta jest na górnictwie, szczególnie wydobycie marmuru i granitu.

## Historia
Przed wyzwoleniem Korei spod okupacji japońskiej powiat składał się z 14 miejscowości (kor. myŏn) oraz 161 wsi (kor. ri). W obecnej formie powstał w wyniku gruntownej reformy podziału administracyjnego w grudniu 1952 roku. W jego skład weszły wówczas tereny należące wcześniej do miejscowości Ansŏng, Namch'ŏn, Kŭm'am, Sŏbong, P’yŏngsan (5 wsi), Munmu (3 wsie – wszystkie miejscowości  poprzednio znajdowały się w powiecie P’yŏngsan), Tonghwa (5 wsi – powiat Kŭmch’ŏn). Powiat P’yŏngsan składał się z jednego miasteczka (P’yŏngsan-ŭp) i 22 wsi.

## Podział administracyjny powiatu
W skład powiatu wchodzą następujące jednostki administracyjne:
| Nazwa jednostki administracyjnej | Rodzaj jednostki administracyjnej | Han'gŭl      | Hancha       |
| -------------------------------- | --------------------------------- | ------------ | ------------ |
| P’yŏngsan-ŭp                     | miasteczko                        | 평산읍       | 平山邑       |
| P’yŏnghwa-rodongjagu             | dzielnica robotnicza              | 평화로동자구 | 平和勞動者區 |
| Ch'ŏnghak-rodongjagu             | dzielnica robotnicza              | 청학로동자구 | 靑鶴勞動者區 |
| Wŏlch'ŏn-ri                      | wieś                              | 월천리       | 月川里       |
| T'angyo-ri                       | wieś                              | 탄교리       | 灘橋里       |
| Rimsan-ri                        | wieś                              | 림산리       | 林山里       |
| Sansu-ri                         | wieś                              | 산수리       | 山水里       |
| Kit'an-ri                        | wieś                              | 기탄리       | 岐灘里       |
| Ryesŏng-ri                       | wieś                              | 례성리       | 禮城里       |
| Poksu-ri                         | wieś                              | 복수리       | 福水里       |
| Samnyong-ri                      | wieś                              | 삼룡리       | 三龍里       |
| Sansŏng-ri                       | wieś                              | 산성리       | 山城里       |
| Hanp'o-ri                        | wieś                              | 한포리       | 汗浦里       |
| Okch'ŏn-ri                       | wieś                              | 옥촌리       | 玉村里       |
| Ryonggung-ri                     | wieś                              | 룡궁리       | 龍宮里       |
| Chup'o-ri                        | wieś                              | 주포리       | 舟浦里       |
| Pongt'an-ri                      | wieś                              | 봉탄리       | 峰灘里       |
| Haewŏl-ri                        | wieś                              | 해월리       | 海月里       |
| Ch'ŏngsu-ri                      | wieś                              | 청수리       | 淸水里       |
| Pongch’ŏn-ri                     | wieś                              | 봉천리       | 鳳川里       |
| Samch’ŏn-ri                      | wieś                              | 삼천리       | 三千里       |
| Wahyŏn-ri                        | wieś                              | 와현리       | 臥峴里       |
| Sang'am-ri                       | wieś                              | 상암리       | 上岩里       |